# Dhamauli
Dhamauli (nep. धमौली) – gaun wikas samiti w zachodniej części Nepalu w strefie Lumbini w dystrykcie Rupandehi. Według nepalskiego spisu powszechnego z 2001 roku liczył on 740 gospodarstw domowych i 5426 mieszkańców (2641 kobiet i 2785 mężczyzn).